# Scottsville (Virginia)
Scottsville is een plaats (town) in de Amerikaanse staat Virginia, en valt bestuurlijk gezien onder Albemarle County en Fluvanna County.

## Demografie
Bij de volkstelling in 2000 werd het aantal inwoners vastgesteld op 555.
In 2006 is het aantal inwoners door het United States Census Bureau geschat op 568, een stijging van 13 (2,3%).

## Geografie
Volgens het United States Census Bureau beslaat de plaats een oppervlakte van
4,0 km², geheel bestaande uit land. Scottsville ligt op ongeveer 93 m boven zeeniveau.

## Plaatsen in de nabije omgeving
De onderstaande figuur toont nabijgelegen plaatsen in een straal van 36 km rond Scottsville.